# Pawindan
Pawindan is een bestuurslaag in het regentschap Ciamis van de provincie West-Java, Indonesië. Pawindan telt 3953 inwoners (volkstelling 2010).